# Danmarks hus

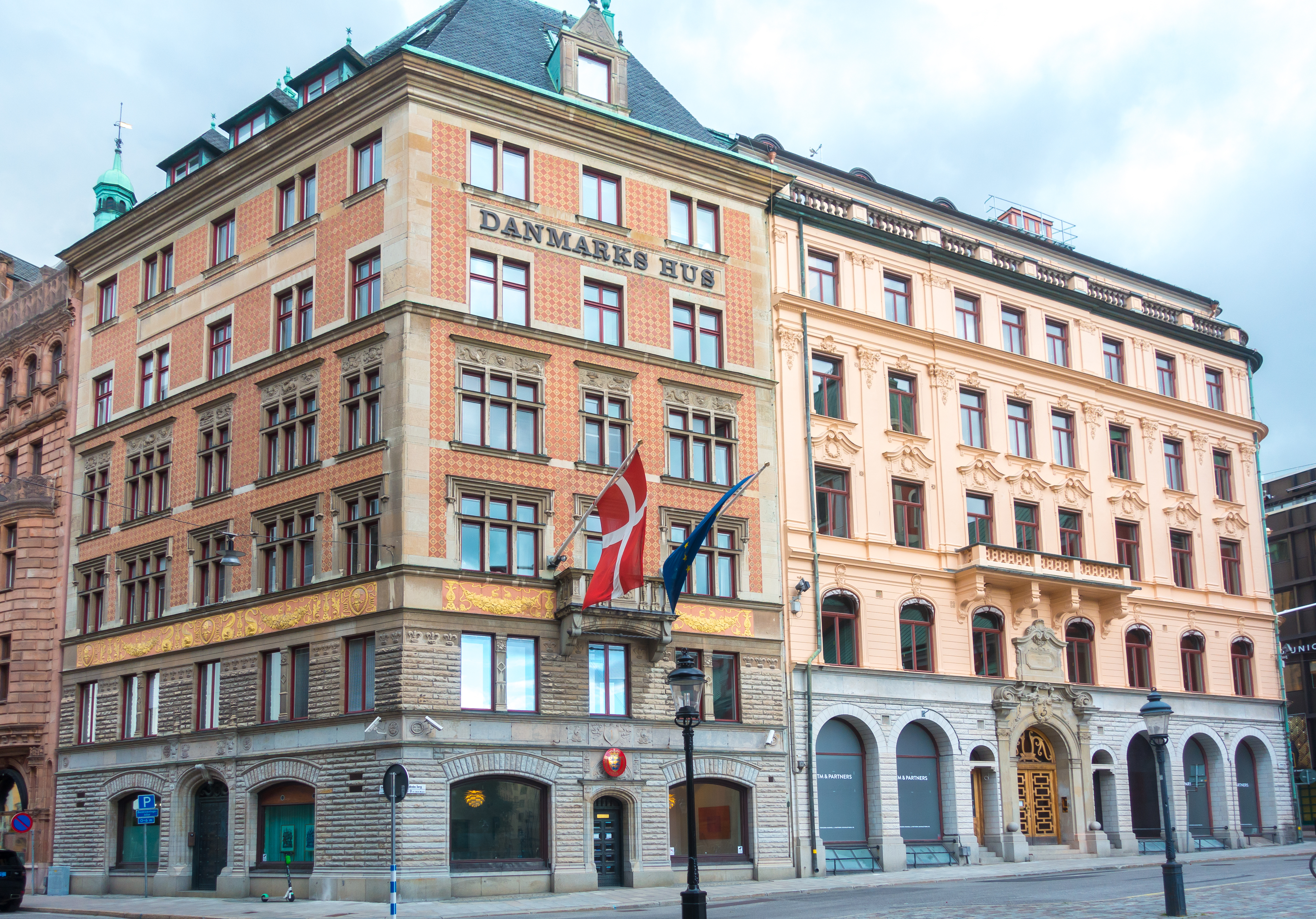
Danmarks hus vid Jakobs torg i Stockholm i juli 2020.

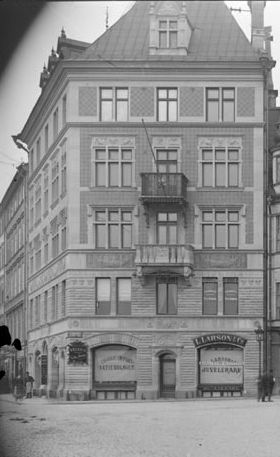
Carlssonska huset 1896 (innan påbyggnaden)

Danmarks hus är den nuvarande benämningen på ett äldre hus på Jakobs torg 1 i Stockholms innerstad.  
Byggnaden uppfördes 1886-1888 som kontors och bostadshus på uppdrag av källarmästaren på Operakällaren Bengt Carlsson och benämndes därför tidigare Carlssonska huset. Byggnaden ritades av arkitekterna Magnus Isæus, Carl Sandahl och Gustaf Wickman. Fasaden pryds av små röda och gula sintrade terrakottaplattor.
Frans I:s franska renässansarkitektur har troligen inspirerat, något som Wickman tagit intryck av under sin studieresa i Europa. De franska liljorna går igen i de nedre våningarnas stendekorationer. Dignande frukt- och blomstergirlanger skiljer dessa rustika delar i yxhultskalksten från de övre våningarna.
Åren 1926-28 skedde en genomgripande ombyggnad för kontor där byggnaden fick ny entré och nytt trapphus och dessutom utökades med en våning efter Isak Gustaf Clasons ritningar.
Byggnaden inhyser numera Danmarks ambassad i Stockholm, som även upplåter utställningslokaler.